# Semiothisa leighi
Semiothisa leighi là một loài bướm đêm trong họ Geometridae.